# Тадзака, Томотака
Томотака Тадзака (яп. 田坂 具隆; 14 апреля 1902 — 17 октября 1974) — японский кинорежиссёр и сценарист. Старший брат кинорежиссёра Кацухико Тадзака (1924—2010).

## Биография
С 1924 работал на студии «Nikkatsu» (Киото) ассистентом у таких режиссёров как Минору Мурата и Кэндзи Мидзогути. В 1926 году дебютировал как режиссёр («История волнения вокруг тыквы»). Успехом у публики пользовались его мелодрамы. В 1932 году поставил первую звуковую картину «Девушка и весна». В своих картинах исследовал жизнь японской семьи. Был мастером, исповедовавшем реализм. Пострадал от взрыва атомной бомбы в Хиросиме.

## Фильмография

### Режиссёр
- 1928 —  / Chikyu wa mawaru: Dai-ichi-bu Kako hen
- 1929 —  / Nikkatsu kôshinkyoku: Kôjôki katsugeki hen
- 1937 — Путь правды / Shinjitsu Ichiro
- 1938 — Пятеро разведчиков / 五人の斥候兵
- 1938 — Придорожный камень / 路傍の石 (по Юдзо Ямамото)
- 1939 —  / Bakuon
- 1939 — Земля и солдаты / 土と兵隊
- 1941 — Ты и я / Kimi to boku (к/м)
- 1943 —  / 海軍
- 1945 —  / Hisshôka
- 1952 — Не забудь песнь Нагасаки / Nagasaki No Uta Wa Wasureji
- 1955 —  / Jochukko
- 1956 — Детская коляска / 乳母車
- 1957 —  / 今日のいのち
- 1958 — Солнечный спуск / 陽のあたる坂道
- 1960 —  / 親鸞
- 1962 — Кровельщик и дети / Chiisakobe
- 1963 —  / 五番町夕霧楼
- 1964 —  Акула
- 1966 — Кото на озере / Umi no koto
- 1968 — Компания Скрапп / スクラップ集団

### Сценарист
- 1938 — Пятеро разведчиков / 五人の斥候兵 (по собственному рассказу)
- 1943 —  / 海軍
- 1955 —  / Jochukko
- 1957 —  / 今日のいのち
- 1958 — Солнечный спуск / 陽のあたる坂道
- 1962 — Кровельщик и дети / Chiisakobe
- 1963 —  / 五番町夕霧楼

## Награды
- 1938 — Кубок Муссолини за лучший фильм 6-го Венецианского кинофестиваля («Пять разведчиков»)
- 1958 — премия «Голубая лента» Ассоциации японских журналистов («Солнечный спуск»)